# アメリカ社会党
アメリカ社会党（英: Socialist Party of America）は、20世紀に存在したアメリカの政治団体。1901年に結党され、1970年代に分裂するまで存続した。

## 歴史

### 結党
社会労働党 (Socialist Labor Party of America) の一派と、アメリカン鉄道労働組合のプルマン・ストライキのベテランによって1898年に結成されたユージン・V・デブスの率いる社会民主党 (Social Democratic Party of America) が合併して、1901年に結党された。結党初期の著名なメンバーには、ユージン・V・デブス、ヘレン・ケラー、ジョン・リード、アプトン・シンクレア、ジャック・ロンドン、ヴィクター・L・バーガー等がいた。 

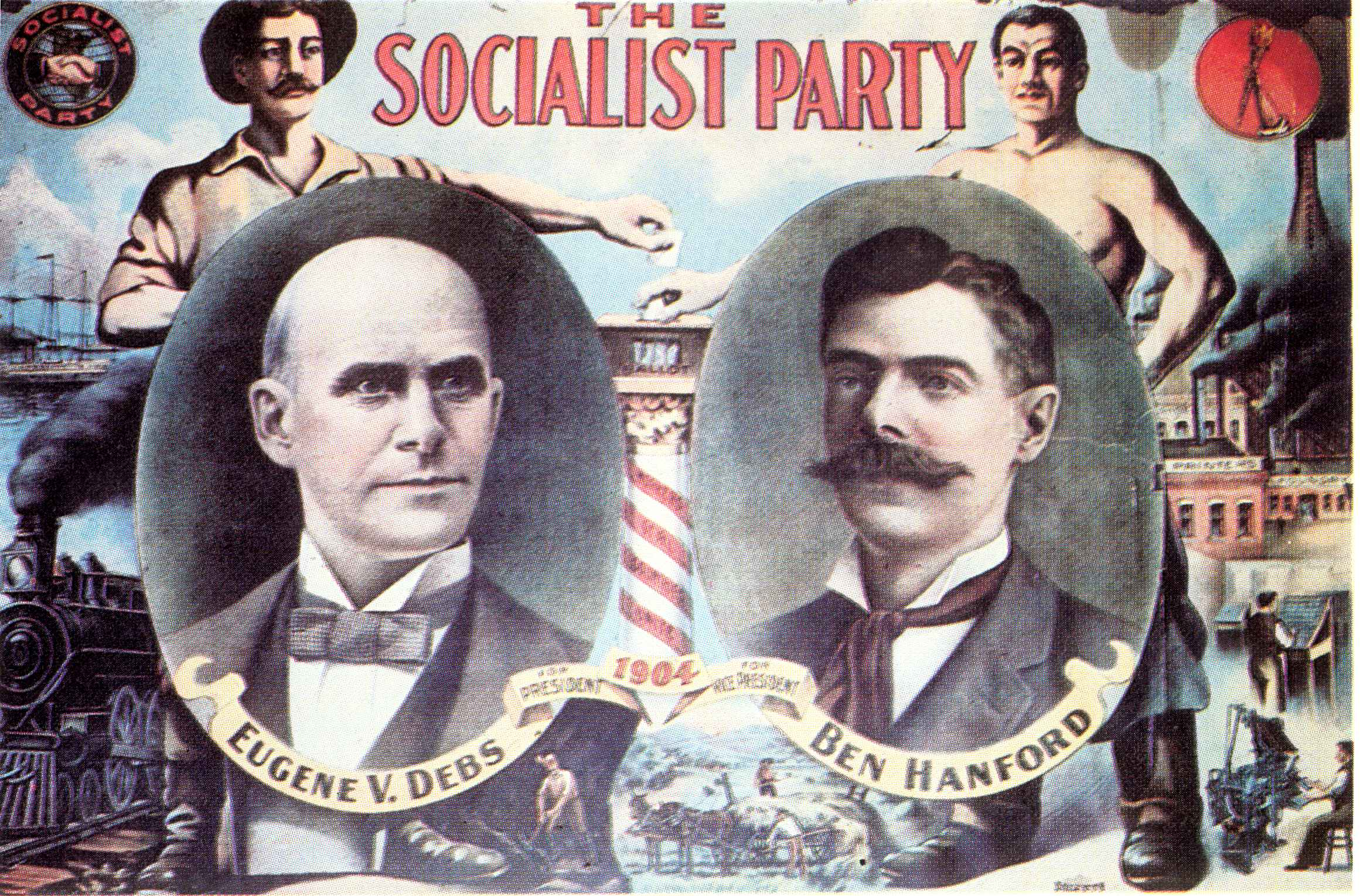
1904年大統領選のポスター
左が大統領候補のユージン・V・デブス・右が副大統領候補のベン・ハンフォード

1910年にはヴィクター・L・バーガーを連邦議会下院に送り、1912年の大統領選挙では6％の得票を得た。しかし、共和党・民主党が、アメリカ社会党の進出を既成政党に対する批判と受け止め、同党の政策を取り込んだことから、同党の存在意義が薄れた。また、同党が第一次世界大戦に反対したことから、アメリカ国民から非国民呼ばわりされ、党勢が衰えた。

### 戦間期
第一次世界大戦および1917年の十月革命を経て、1919年には改良主義的な路線に飽き足らない左派が離党、アメリカ共産党およびアメリカ共産労働党 (Communist Labor Party of America) が分裂独立する（アメリカ共産労働党にはジョン・リードらが参加したが、1921年にアメリカ共産党に合流した）。
この後、大統領選では1924年に進歩党のロバート・ラフォレットを支持した後、1928年からは独自候補の擁立に転じ、たびたびノーマン・トーマスを出馬させたが、社会党は小規模化し下院の議席も失った。フランクリン・ルーズベルト大統領のニュー・ディール政策やアメリカ共産党の存在により、社会党の主張の独自性が失われたことが要因として挙げられる。

### 第二次世界大戦後
1951年にはすでにミニ政党ではあったが、社会主義インターナショナルの創設に加わった。この間、1948年から1960年にかけてフランク・ザイドラーがウィスコンシン州ミルウォーキーの市長となった。ミルウォーキーは現在に至るまでアメリカで社会主義者の市長を擁した最大の市である。
1958年にはマックス・シャハトマン率いるトロツキストのグループが加入し、党の執行部を掌握する。
1972年から1973年にかけて社会党は反共主義的なシャハトマンらがベトナム戦争とピッグス湾事件への賛成と新左翼への対抗を打ち出したことから、これに批判的な左派のアメリカ合衆国社会党、中間派の民主社会主義組織委員会（後にアメリカ民主社会党）、肯定的な右派の合衆国社会民主党に3分裂した。うち、後2者が社会主義インターナショナルに残留した。